# ボルボ・アステローペ
アステローペ（Asterope ）は、富士重工業（当時。現：SUBARU）が企画し、ボルボ社からセンターアンダーフロアエンジンシャーシのB10Mを輸入し、富士重工製ボディで車体を架装、日産ディーゼル（当時）が販売していた大型観光バスである。1987年から2001年まで製造された。

## 概要
| アステローペの運転席。インパネ左下の5個のボタンがATのセレクトボタン、右上のレバーはパーキングブレーキ。 |  | エンジン（ボルボTHD102KE） |
| アステローペの運転席。インパネ左下の5個のボタンがATのセレクトボタン、右上のレバーはパーキングブレーキ。 |  | エンジン（ボルボTHD102KE） |

シャーシは、つくば科学万博スーパーシャトルバス（1985年国際科学技術博覧会）や、京成バス（新都心幕張線）で使用される連節バスと同じボルボ製のB10Mを用いている。エンジンがホイールベース間にあるセンターアンダーフロア（ミッドシップ）構造のため、リアオーバーハング部分の空間に余裕があり、この部分を2階建て構造にしており、トランクや吹き抜け構造にすることが可能となっている。多くの事業主ではこの1階部分をサロン/ラウンジとしていた。また、この構造を「セミダブルスーパーハイデッカー (SSD)」と呼称する例もあり、当初からワンマン運行が可能であった。ごく少数ではあるが、スーパーハイデッカー (SHD) 仕様の車もある。車名の「アステローペ」はボルボの商標ではなく、富士重工の商標である。
日本の観光バス車両としては珍しく、トランスミッションにAT（ドイツ・ZF製）を採用している。後にMT車も設定され、ごく少数のみ生産された。
エンジンは、この時期の国産観光バスが17 - 20リットル級のV型8気筒エンジンが主流だったのに対し、排気量約10リットルの直列6気筒ターボ付きエンジン・THD102KE型（320 PS）を搭載、他車に比べて燃費が良好で高速道路を長時間走行する用途に向いていたため、1990年代に入ると高速バスとして使用される例が増えた。
1997年（平成9年）からの排出ガス規制識別記号KC-車は、従来と同排気量で出力を344 PSに向上したDH10型エンジンを搭載している。しかし平成11年度排出ガス規制（1999年度、長期規制）に適合できないため、2001年（平成13年）5月で輸入・生産が打ち切られた。

## シリーズの変遷

### P-B10M
1987年発売開始。車体はR15型HD-2をベースとした専用ボディ (HD-3) を架装しており、フロントが角張っていた。ボルボ車のアイデンティティーである斜線の入ったラジエーターグリルも組み込んでいた。エンジンは排気量9,595ccの直列6気筒ターボ付きエンジン・THD102KE型 (320PS) を搭載した。

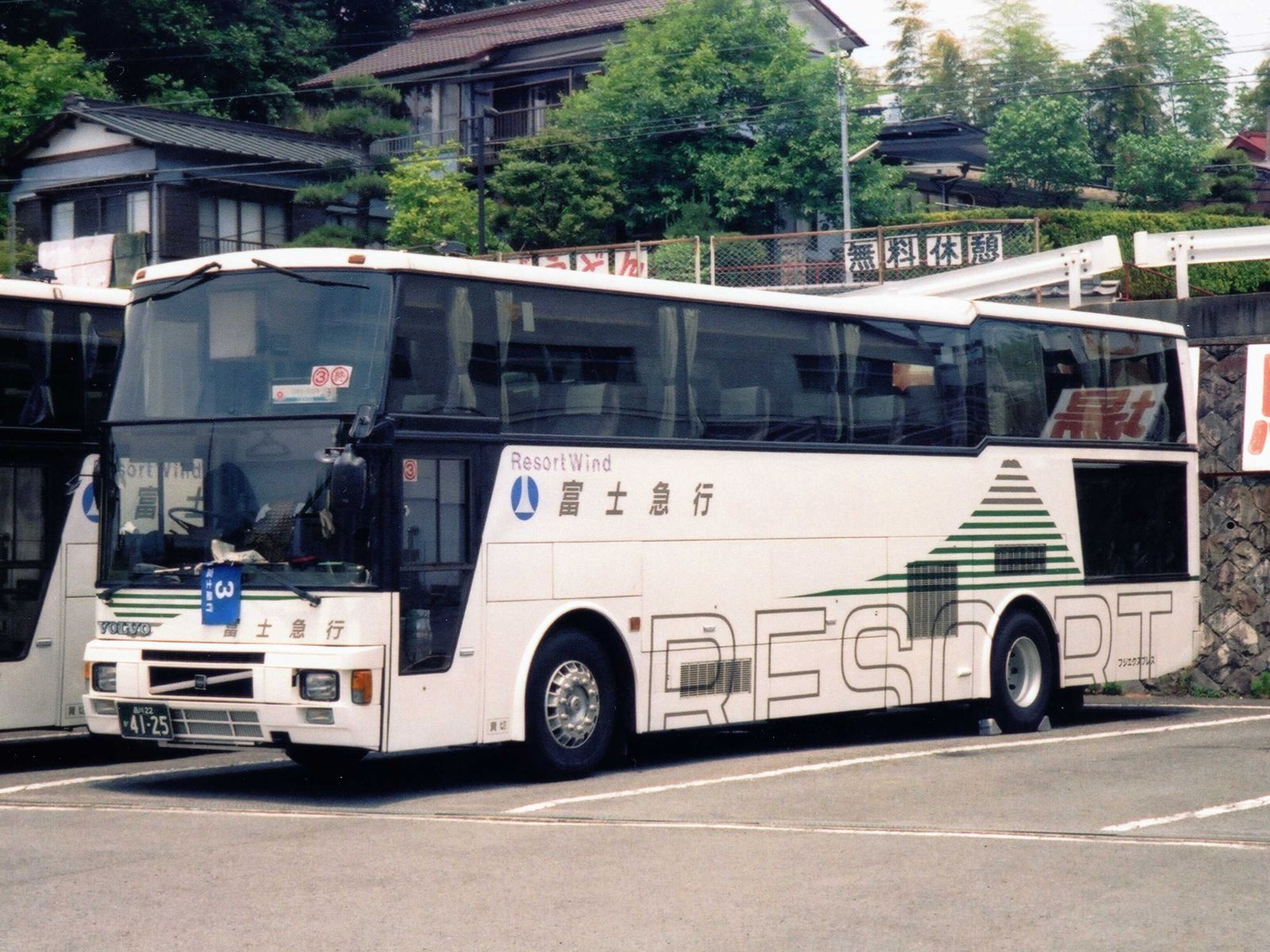
フジエクスプレス

1990年には車体がマイナーチェンジされ、前面のラジエーターグリルは大型化され、側面窓のラインが直線になった。またスーパーハイデッカー仕様も登場した。

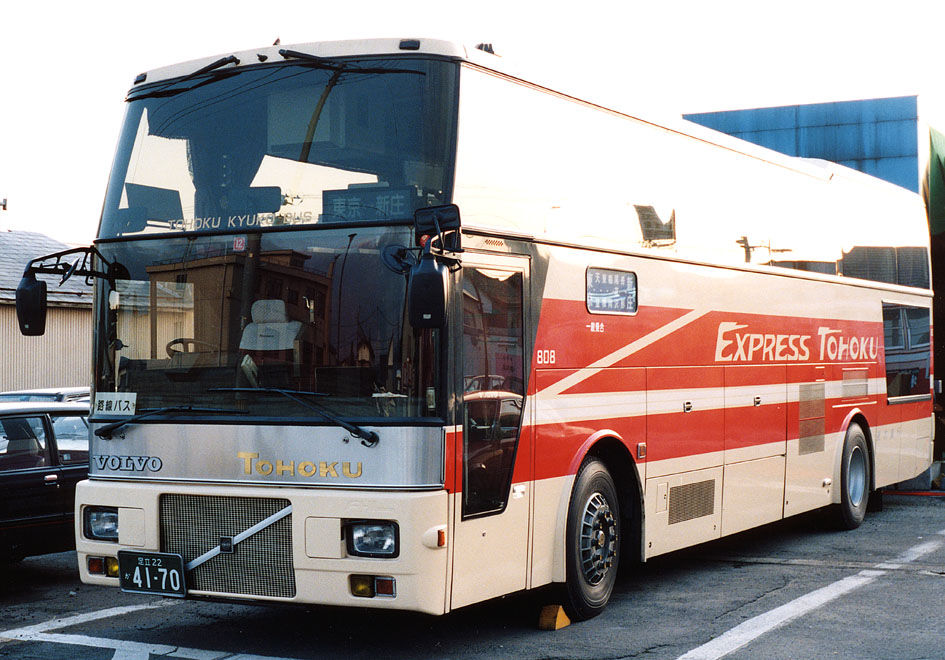
東北急行バス

### U-B10MC
1990年発売開始。平成元年度排出ガス規制適合車となり、車体もR17型7Sにモデルチェンジされたため丸味を帯び、「アステローペ・スペリオール」とも呼ばれていた。ただし前照灯は7Sのコンビネーションランプではなく、従来車同様のシンプルな規格型の角形2灯である。後部は当初角形5連ランプを採用していた。これまでの5速AT車に加えて、7速MT車も設定された。

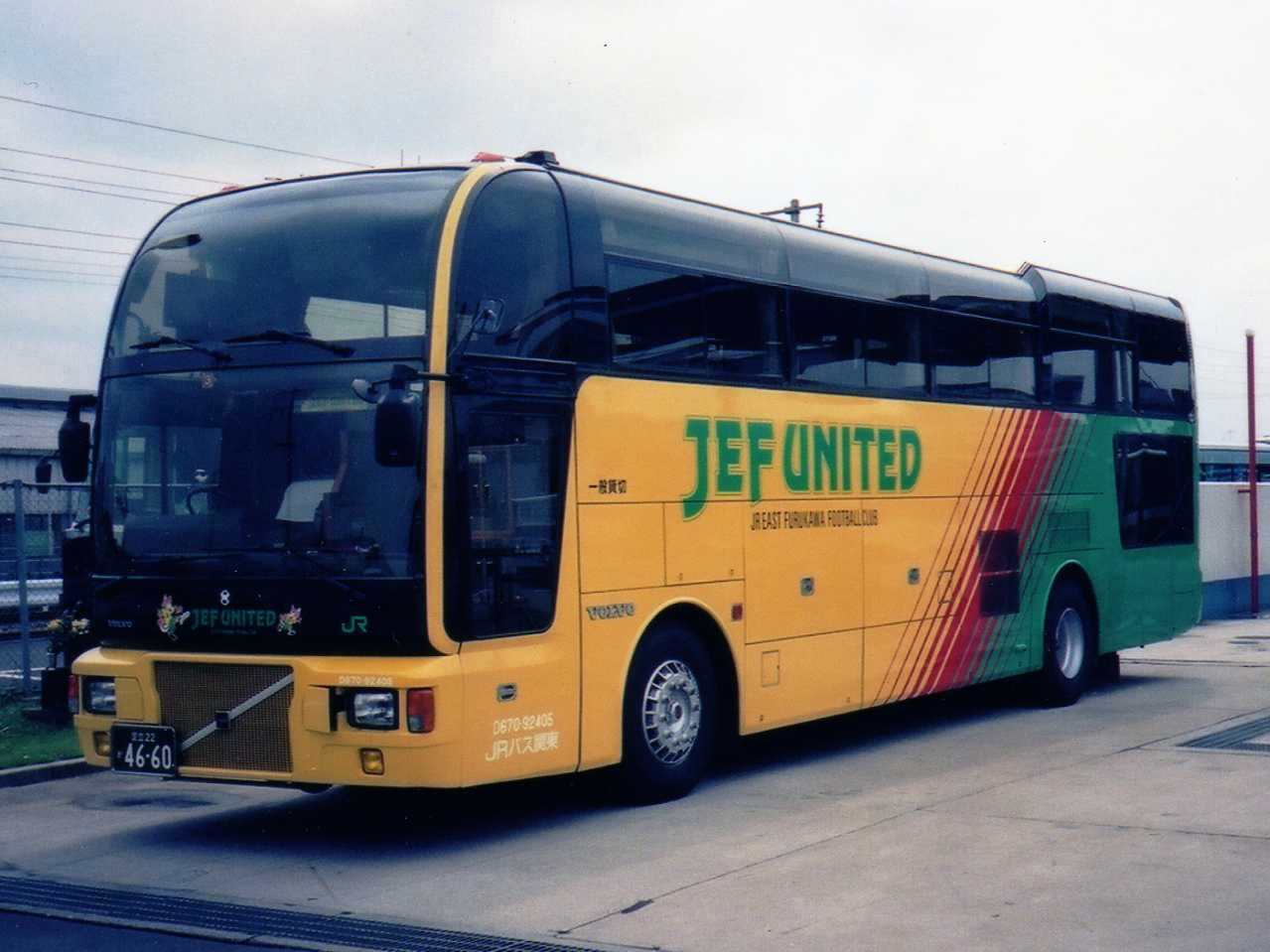
JRバス関東（ジェフユナイテッド市原・千葉のクラブバス）
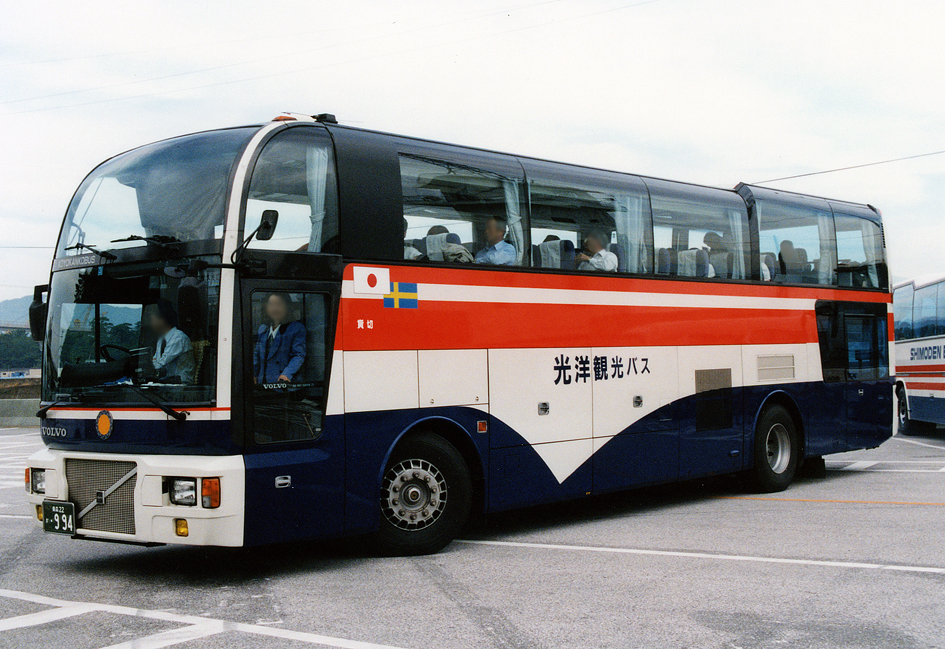
光洋観光バス
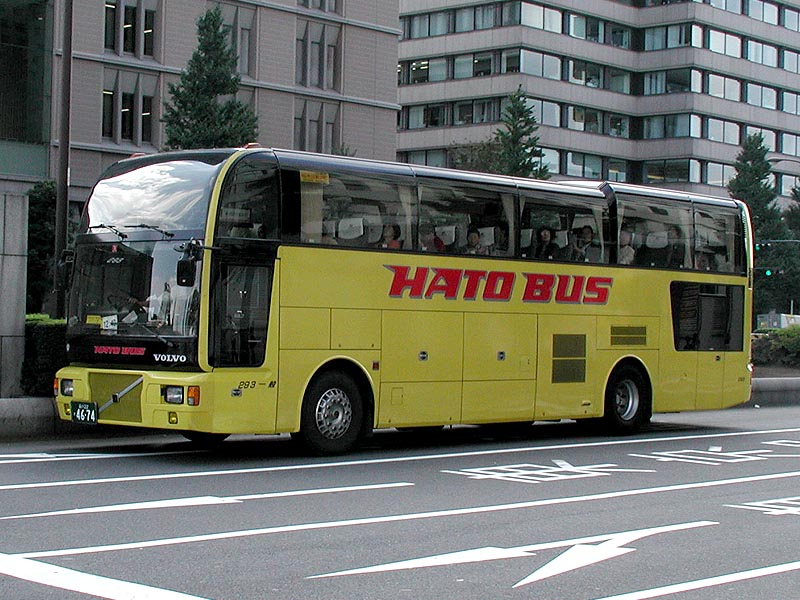
はとバス（外観はSSD車と同じだがSHD車）
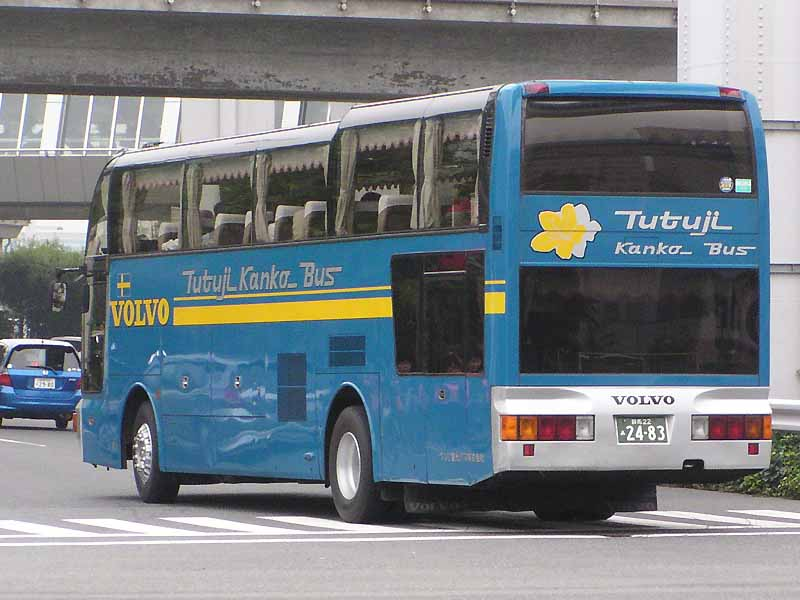
つゞじ観光バス
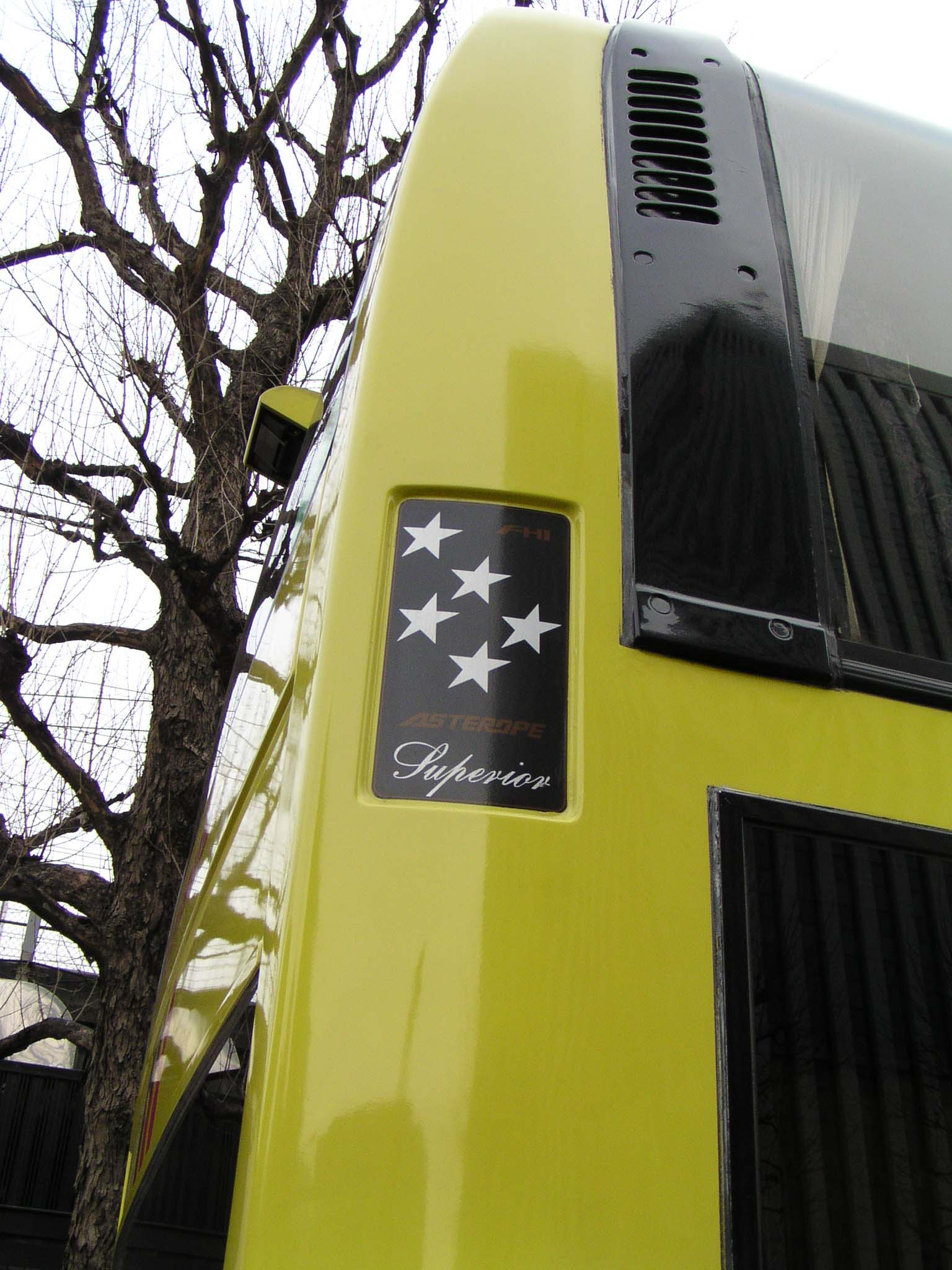
側面後部のエンブレム

1996年には車体がマイナーチェンジされ、日産ディーゼル・スペースアローと同様のリアコンビネーションランプとハイマウントストップランプを採用、前面のラジエターグリルが運転席側側面に移り、前面行先表示機（社名表示機）を装備したため、斜線の入ったフロントグリルはあるものの小型化された。

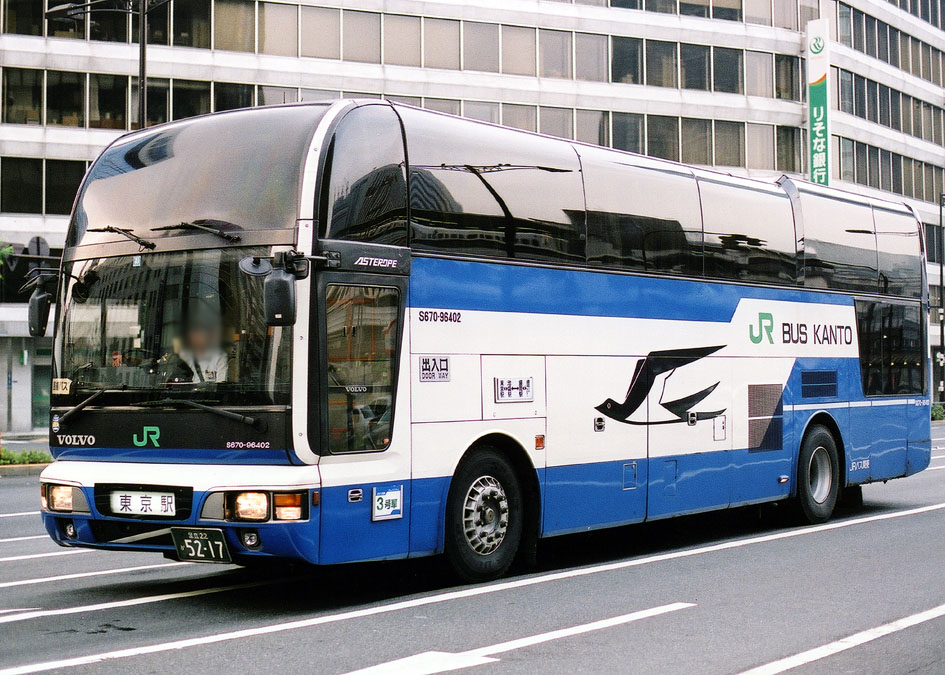
JRバス関東
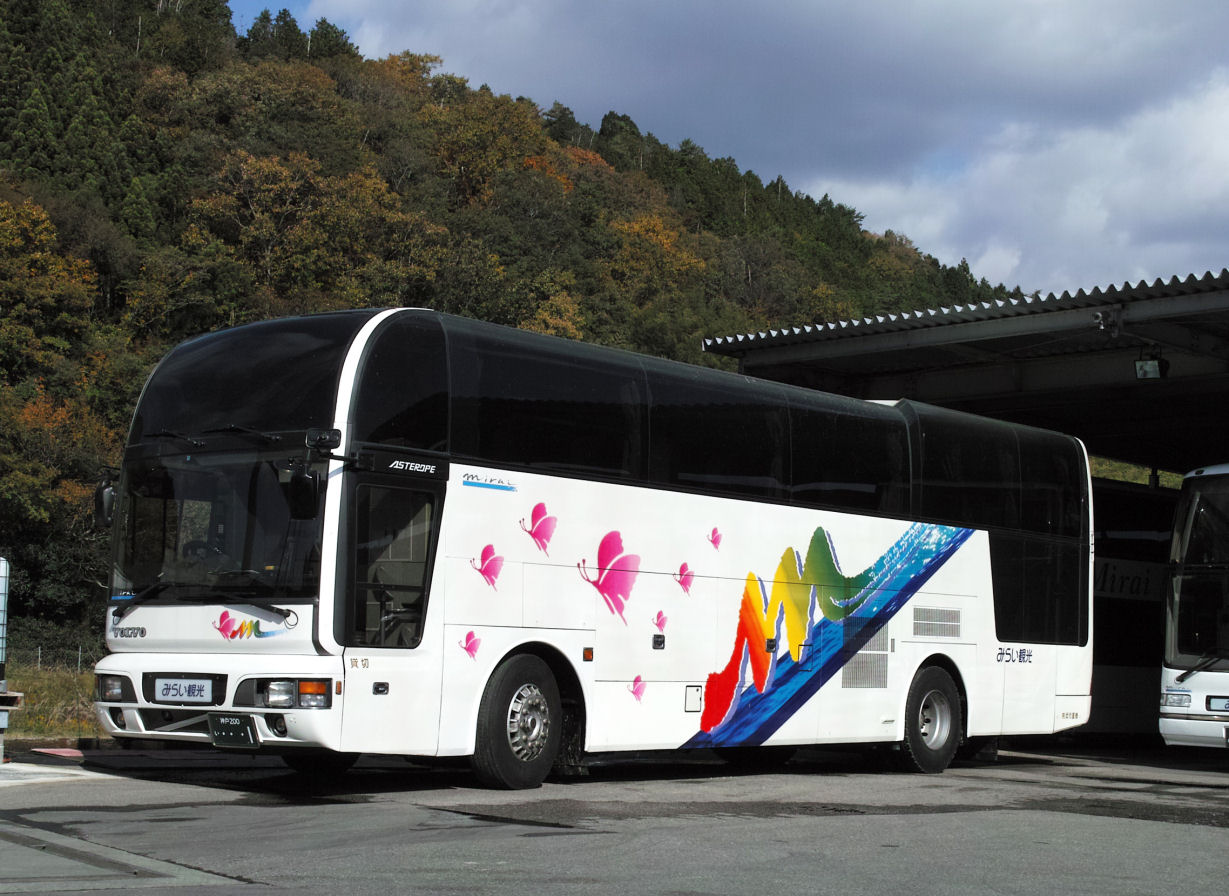
武元重機 元JRバス関東

### KC-B10MD
1997年発売開始。平成6年度排出ガス規制適合車となり、エンジンは排気量9,595ccの直列6気筒ターボ付きエンジン・DH10型（344PS）を搭載している。

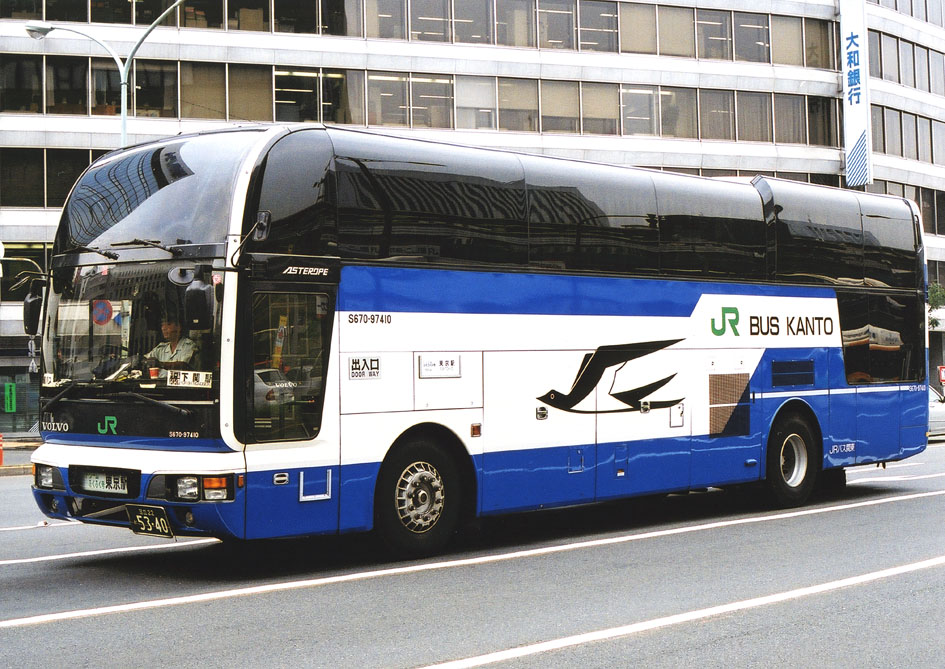
JRバス関東
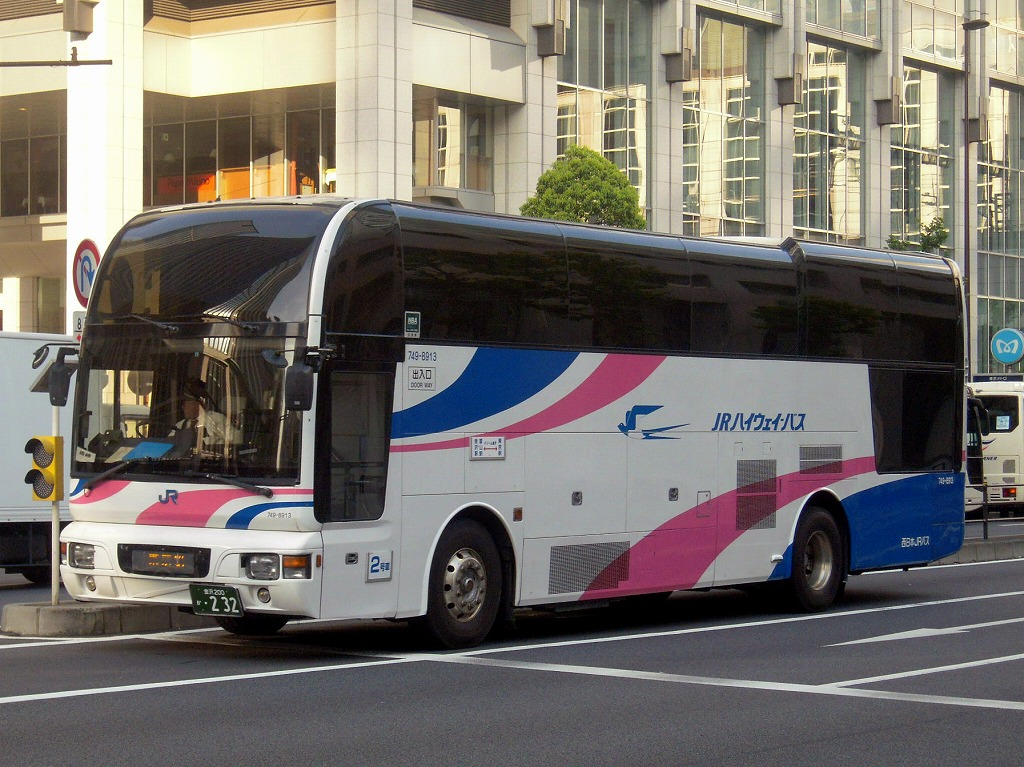
西日本JRバス
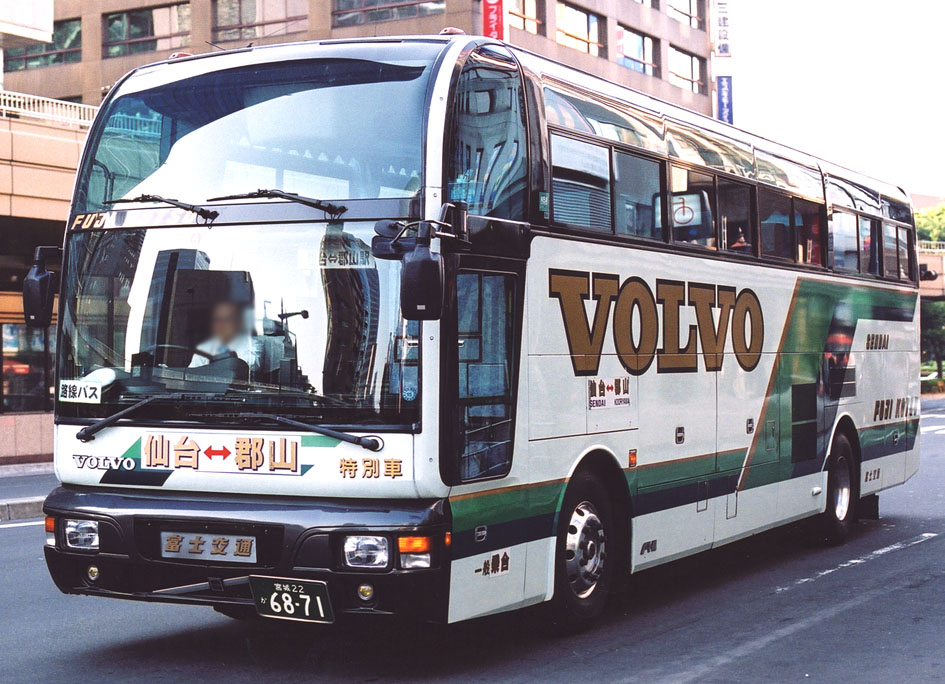
富士交通（SHD車）

## 代表的ユーザー
- 光洋タクシー（光洋観光バス）
- 富士交通（のち帝産富士交通→廃業）
- 羽後交通
- 庄内交通（トップユーザー：試作段階でのテスト運用も行なわれたが、引退。）
- 宮城交通（元サンプルカーのスーパーハイデッカー車が1台、ベガルタ仙台の選手輸送などに使用されていたが、引退。岩手県内の貸切バス事業者へ譲渡された）
- 日産観光
- 東北急行バス（すでに引退）
- はとバス（引退、「パノラマビューはとまるくん」も同じシャーシを採用）
- 和田バス
- 越後交通

KABA BUS

- 富士急行（フジエクスプレスに1台在籍→KABA BUS(オープンバス)に改造も、既に引退）
- ジェイアールバス関東（合計28台導入した最大ユーザー：ジェフユナイテッド市原・千葉のクラブバスにも採用）
- ジェイアール東海バス
- 西日本ジェイアールバス
- 富山地鉄観光
- 有田交通
- 中央観光バス→ジェイ・ジェイ交通（2台導入されるも、1台は車両火災により廃車。残った1台もすでに引退しており、現在は個人所有となっている。）
- シモデンツアーサービス（導入当時は下津井電鉄、すでに引退。）
- グリーン観光交通
- 警視庁（警察音楽隊用）
- 檜山観光バス（すでに引退）

このほか富士重工業も自社で、工場見学する来賓の送迎や運動部の遠征時に使用していた（現在は日野セレガに置き換わっている）。